# Livia Pirocchi Tonolli
Livia Pirocchi Tonolli, alla nascita Livia Pirocchi (Milano, 15 settembre 1909 – Verbania Suna, 15 dicembre 1985), è stata una biologa italiana, ricercatrice nel campo della limnologia.

## Biografia
Figlia di Antonio Pirocchi e di Emilia Luisa Gatti. Il padre insegnò zootecnica alla Scuola superiore di agricoltura e in quella di Medicina veterinaria, poi confluite nell’Università degli Studi di Milano. Dopo la maturità classica al liceo Berchet, nel 1928 si iscrisse alla facoltà di scienze. Si laureò in biologia a 23 anni nel 1932 guidata da Rina Monti entusiasmandosi per gli studi limnologici, ramo delle scienze biologiche che si occupa di acque dolci e dei loro organismi. Quando nel 1938 fu inaugurato l'Istituto italiano di Idrobiologia "Marco de Marchi" Istituto idrobiologico di Pallanza vi si trasferì con Edgardo Baldi, neodirettore e custode, e nel 1942 ne assunse il ruolo di direttrice incaricata poiché Baldi fu chiamato al servizio militare.
Durante la guerra molti giovani scienziati italiani trovarono rifugio presso l'Istituto, come il giovane medico milanese Vittorio Tonolli che divenne Direttore dell'Istituto e che sposò nel 1951.
Quando nel 1967 il marito morì, la direzione dell'Istituto passò a lei e nel 1977, quando fu incorporato nel CNR, divenne prima Commissaria e poi Presidente del Consiglio Scientifico fino alla sua morte.
Si ritirò dall'insegnamento nel 1979 e, nonostante qualche problema di salute, partecipava ogni settimana agli incontri del CNR a Roma, impegnandosi anche nel campo amministrativo e politico nonché nelle questioni ecologiche divenendo fondatrice o membro di molte Associazioni italiane e straniere.
Nel 1974 ricevette la Medaglia d’Argento per benemerenze nel campo della cultura, della scienza e dell’arte dal Presidente della Repubblica italiana e nel 1983 le fu assegnato il più alto riconoscimento nel campo della limnologia, il premio “E. Naumann – A. Thienemann medal de limnologiae optime merito” della Societas Internationalis Limnologiae; inoltre, le fu conferita la medaglia d’oro della Società Italiana di Limnologia.
Nel 1985 istituì due fondazioni di grande importanza scientifica e umanitaria:  l’"International Vittorio Tonolli Fund"  per promuovere la ricerca sulle acque dolci nei Paesi in via di sviluppo e la “Fondazione per la cultura della cardiologia Vittorio Tonolli".